# It's in the Mornin'
It's in the Mornin' è un brano musicale del cantante statunitense Robin Thicke. È il secondo singolo estratto dall'album Sex Therapy, e figura la collaborazione del rapper Snoop Dogg.

## Video musicale
Il video musicale prodotto per It's in the Mornin' è stato filmato a marzo 2010 dal regista Gil Green.. Manuela Arbeláez, valletta dell'edizione statunitense di The Price Is Right compare nel video al fianco di Robin Thicke. Il video è stato distribuito il 10 maggio 2010 sul canale Vevo del cantante.

## Tracce
Download digitale
1. It's in the Mornin (Album Version) - 3:01

CD promo
1. It's in the Mornin (Album Version) - 3:01
2. It's In The Mornin (Instrumental) - 2:53

## Classifiche
| Classifica (2010)                    | Posizione massima |
| ------------------------------------ | ----------------- |
| U.S. Billboard Hot R&B/Hip-Hop Songs | 47                |